# 杰米扬诺沃
杰米扬诺沃（romanized: Demʹyanovo）是俄罗斯基洛夫州的市级镇，属波多西诺韦茨区，位于北德维纳河流域内尤格河畔，地处基洛夫州西北部，在区行政中心波多西诺韦茨北、州府基洛夫西北方，靠近该州与沃洛格达州的州界。
该地2021年人口有4,610人；2010年人口5,558；2002年人口6,423；1989年人口7,023。